# Cantharomorphus
Cantharomorphus es un género de coleópteros polífagos de la familia Cantharidae, perteneciente a la subfamilia Cantharinae y a la tribu Cantharini. El género contiene dos especies.

## Especies
- Cantharomorphus longipes Fiori, 1914
- Cantharomorphus rufidens (Marseul, 1864)